# Jacques Pellen
Jacques Pellen (9 d'abril de 1957, Brest, França - 21 d'abril de 2020, íbid.) fou un guitarrista de jazz francès. Treballà amb molts músics al llarg de la seva trajectòria, com Peter Gritz, Kenny Wheeler, Bruno Nevez, Henri Texier, Riccardo Del Fra i el violinista Didier Lockwood. Va ser ingressat el març de 2020 a causa d'una infecció per coronavirus. Morí tres setmanes després, el 21 d'abril, a l'hospital de Brest a causa de la COVID-19 als seixanta-tres anys.